# Nicolaus Josephus Potdevin

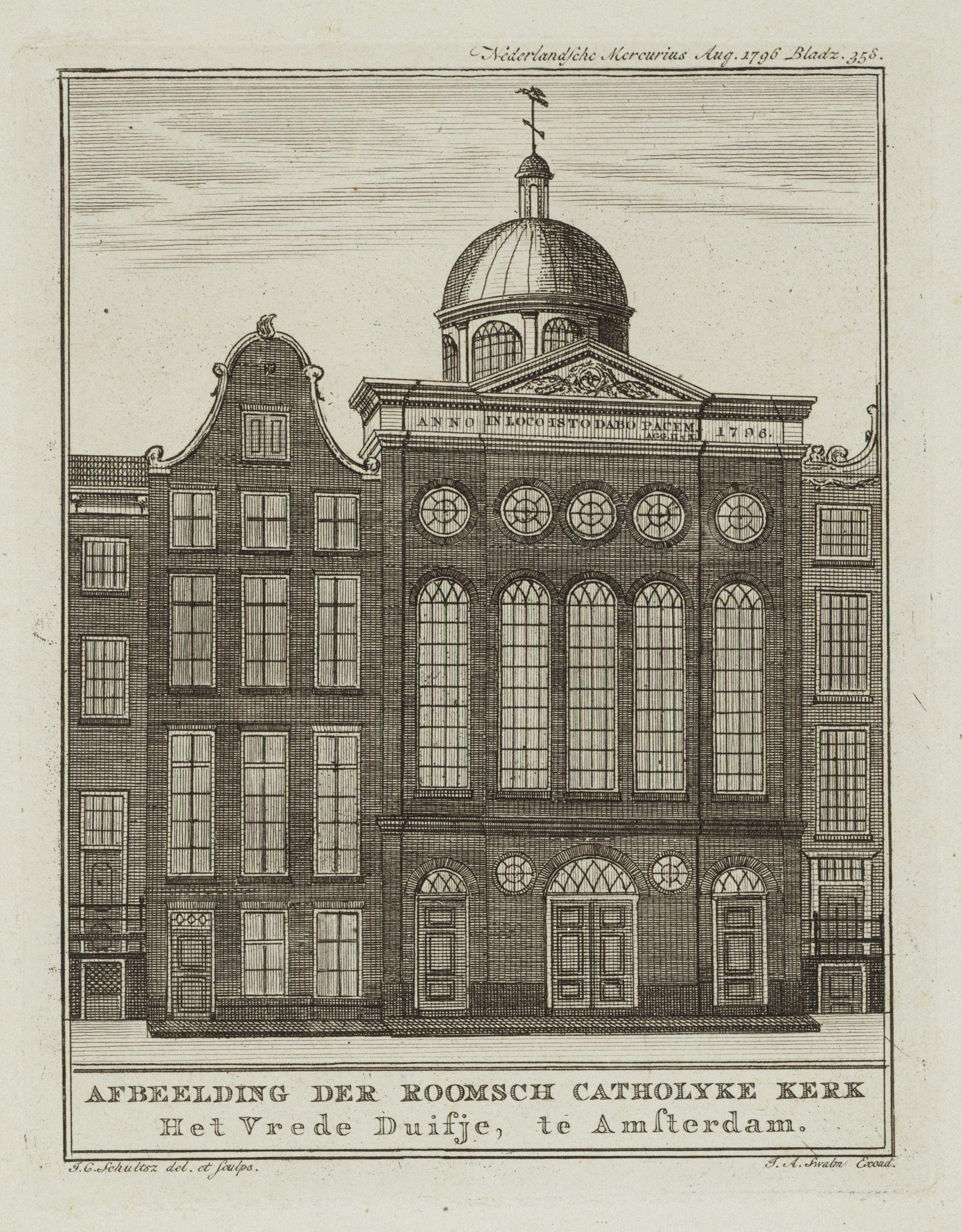
De Duif omstreeks 1796

Nicolaus Josephus Potdevin (gedoopt: Amsterdam, 13 augustus 1798 - aldaar, 18 januari 1866) was een Nederlands hoornist.
Hij was zoon van de Hagenees Nicolaus Josephus Potdevin (circa 1776-1842), zoon van een violist, was ook hoornist. Moeder Maria Christine Wusten was zus van Josephus Wusten, van kinds af aan hoornist, maar op latere leeftijd paukenist. Zij lieten hem dopen in De Duif.  Broer Franciscus Potdevin was paukenist. N.J. Potdevin trouwde met Christina Dirksen. Hij overleed in zijn woning aan het Amstelveld aan een beroerte. Hun dochter Christina Potdevin, getrouwd met mededirecteur van de Hollandsche Schouwburg Cornelis Johannes Roobol, was hun enige kind, die na hun overlijden nog in leven was. Zoon Nicolaas (1819-1840) werd eveneens hoornist maar stierf op jonge leeftijd. 
Hij was van huis uit hoornist en net als zijn vader lid van de orkesten van de Stadsschouwburg en Felix Meritis. Hij trok echter ook als solist en kamermusicus het land door. Hij was tevens leraar aan de stedelijke muziekschool Amsterdam en kapelmeester van de schutterij van Amsterdam. Op 27 oktober 1864 vierde hij zijn 50-jarig jubileum als lid van het schouwburgorkest. Hij werd toen al jaren geplaagd door faalangst; Caecilia noemde zijn toon in zijn necrologie "betoverend".
In maart/april 1860 werd hij benoemd tot ridder in de Orde van de Eikenkroon. Zijn klank reikte ver, de Muzieklexicon van Kruseman noemde hem nog hoornvirtuoos.